# Villamejil (kommun)
Villamejil är en kommun i Spanien.   Den ligger i provinsen Provincia de León och regionen Kastilien och Leon, i den nordvästra delen av landet, 300 km nordväst om huvudstaden Madrid. Antalet invånare är 773. Arean är 79 kvadratkilometer. Villamejil gränsar till Villaobispo de Otero, Magaz de Cepeda, Quintana del Castillo och Benavides. 
Terrängen i Villamejil är platt.